# (73410) 2002 LV26
(73410) 2002 LV26 – planetoida z pasa głównego asteroid okrążająca Słońce w ciągu 4,64 lat w średniej odległości 2,78 j.a. Odkryta 7 czerwca 2002 roku.